# コンスタンチン・ユオン

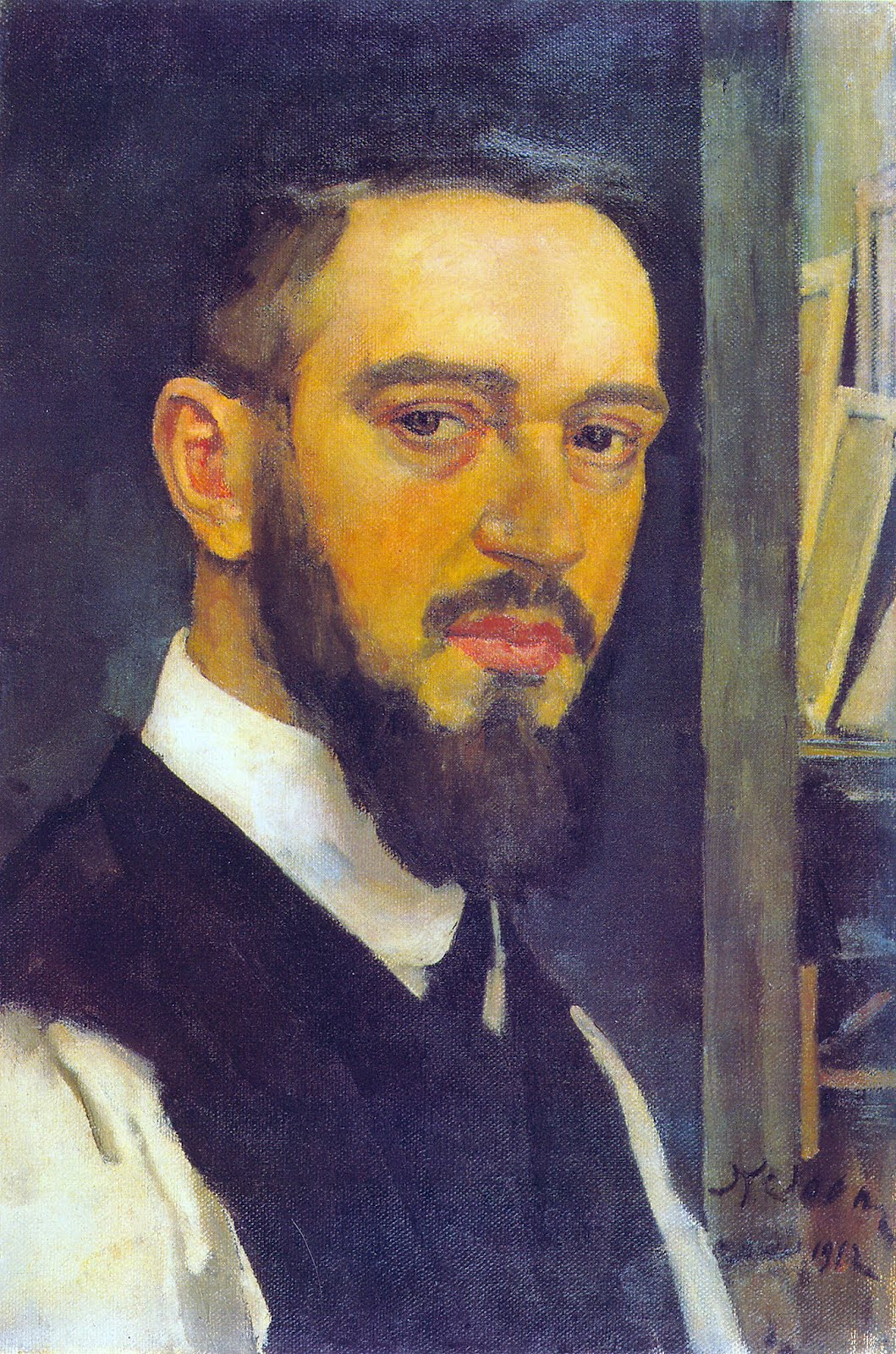
コンスタンチン・ユオン（自画像）

コンスタンチン・フョードロヴィチ・ユオン（Konstantin Fyodorovich Yuon 〔Константин Фёдорович Юон〕, 1875年10月24日 - 1958年4月11日）はロシア帝国末期からソ連時代にかけて活躍した、著名な画家で舞台デザイナー。セルゲイ・ディアギレフやレオン・バクストが主宰する美術誌『芸術世界（Мир иску́сства）』同人。後に、革命ロシア芸術家連盟の共同創設者に名を連ねた。

## 生涯
モスクワに富裕なスイス系ロシア人の銀行員の家庭に生れる。兄のパウル・ユオンは作曲家。ユオンという姓はヴァリス地方のヴァリス・ドイツ語（Walliserdeutsch）に由来し、このためローマ字では Konstantin Juon と表記されることもある。
1892年から1898年までモスクワ美術学校においてコンスタンチン・サヴィツキーやコンスタンチン・コローヴィンらの著名な教師に師事する。卒業後に個人的にワレンチン・セーロフに学ぶ。幾度かの西欧旅行を通じて、カミーユ・ピサロや印象派の風景画を熟知するが、自分の画風は守り通した。
1900年に最初の個展を開き、モスクワに美術教室を開設。後にペテルブルク帝室美術アカデミー（レニングラード美術アカデミーの前身）やモスクワのスリコフ美術学院でも教壇に立つ。ユオンのアトリエは、その他の画家にも広く開放された。
モスクワ芸術劇場やマールイ劇場のためにデザインを手がけ、1945年から1947年まで、特に後者の専属デザイナーを務める。オペラの舞台にもデザインを提供した。1948年から1950年まで美術アカデミー研究所所長を、1956年から1958年までソヴィエト芸術家連盟初代書記官を歴任。1943年にスターリン賞を授与されたほか、レーニン勲章なども受賞。

## 主要作品
コンスタンチン・ユオンは、象徴主義者の特徴をそなえた、印象派風の風景画家および風俗画家として出発した。もっとも象徴主義的な作品は、『創世記』を主題とする1908年から1912年の連作版画「世界の創造」と、十月革命を天変地異として描いた油彩画《新しき惑星》（1921年）である。
印象派的な風景画は、「トヴェルスコイ大通り」と「至聖三者の日に」（いずれも1903年）が挙げられる。後に抒情画に、「パレフ塗り」やイコンのイミテーションを混ぜ合わせるという発想を玩ぶようになる。最晩年には社会主義リアリズムに忠実な芸術家となり、「赤の広場のパレード、1941年11月7日」のような絵画を制作した。
- 冬のロストフ（1906年）
- Old Moscow (1908)
- (1907)
- (1912)